# 吳懋
吳懋（？年—？年），字臯河，雲南太和縣人，順慶府通判，卒於官，後附箕有詩，情詞忠懇，爲督學胡廬山所感悼，入名宦祠祀之，依通志增載詩錄外紀。是一位政治人物，明時曾在四川順慶府岳池縣（位於今四川東北部，武周萬歲通天二年分南充、相如二縣置，是一個千年古縣）擔任官吏。